# Zehnthof (Volkach)

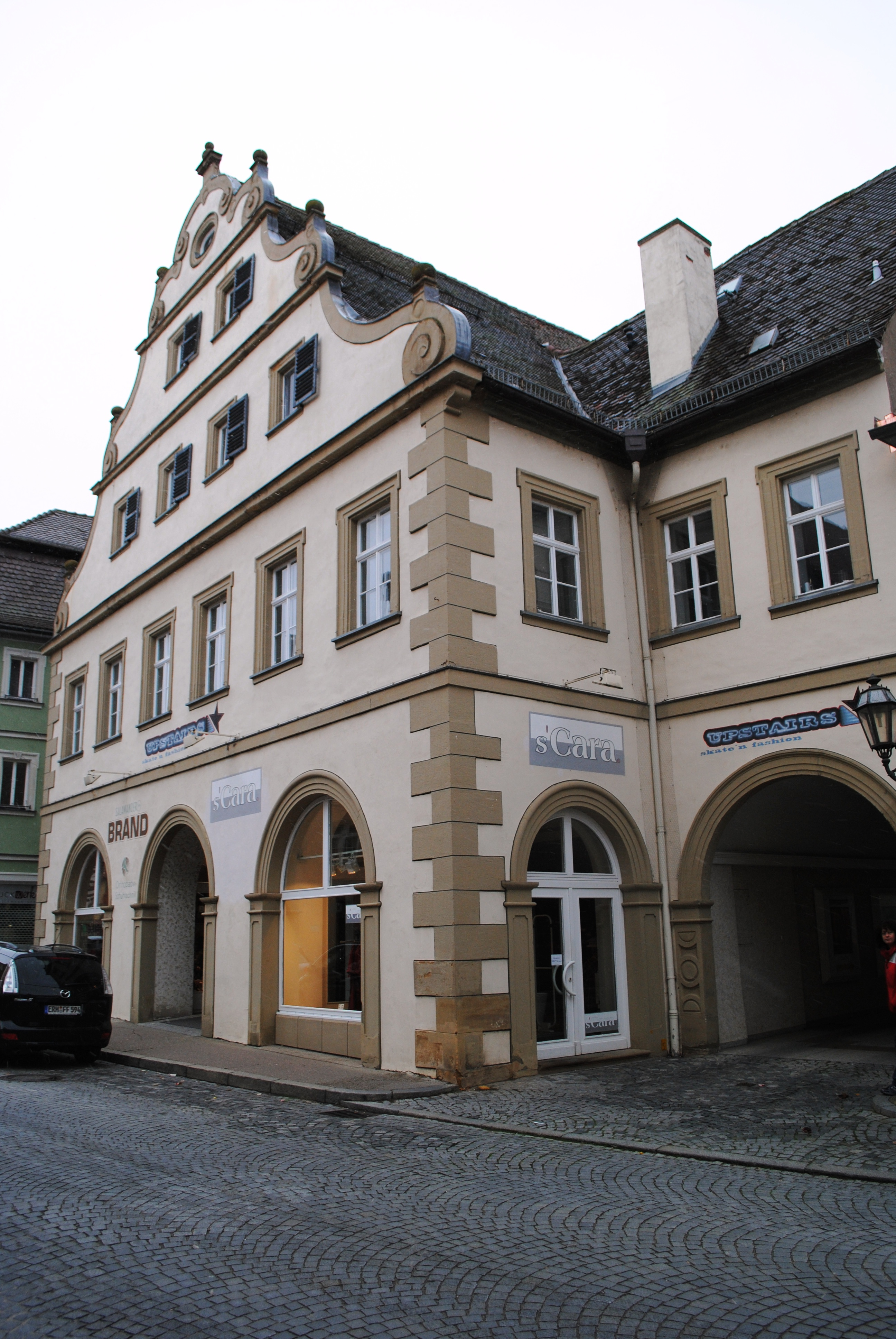
Der Ehemalige Zehnthof Volkach

Das Gebäude des ehemaligen Zehnthofs (Adresse Hauptstraße 14, früher Hausnummer 360) in Volkach liegt direkt gegenüber der Pfarrkirche St. Bartholomäus. Es ist eines der markantesten Gebäude an der Hauptstraße der unterfränkischen Kleinstadt.

## Geschichte
Im 16. Jahrhundert stiegen hier die Würzburger Fürstbischöfe ab. Bis 1622 befanden sich der Kapitelshof und die Zehntkellerei in dem Gebäude. Ab 1545 wurde es als Amtshaus umgebaut. Von dieser Umgestaltung zeugt eine Fensterumrahmung im Rückgebäude. Später war das Haus königlich-bayerisches Rentamt. 1929 entstand dort das Polizeirevier Volkachs. Durch einen grundlegenden Umbau 1974 wurde aus dem repräsentativen Haus ein Wohn- und Geschäftsgebäude.
Das bayerische Landesamt für Denkmalpflege führt das Gebäude unter der Nummer D-6-75-174-41. Der ehemalige Zehnthof ist Teil des Ensembles Altstadt Volkach. Untertägige archäologische Befunde im Bereich der Altstadt sind als Bodendenkmal gelistet.

## Architektur
Bei dem Gebäude handelt es sich um ein zweigeschossiges Satteldachhaus. Es ist giebelständig und weist Volutengiebel auf. An den Renaissancebau ist seitlich eine Tordurchfahrt angebaut.